# Vụ sai phạm tại Tập đoàn Thuận An
Vụ sai phạm tại Tập đoàn Thuận An là vụ sai phạm liên quan đến đấu thầu, tham nhũng diễn ra xung quanh Tập đoàn Thuận An do ông Nguyễn Duy Hưng sáng lập và làm Chủ tịch Hội đồng quản trị. Vào ngày 15 tháng 4 năm 2024, Bộ Công an Việt Nam đã ra quyết định khởi tố và bắt giữ nhiều cá nhân liên quan. Vụ việc diễn ra trong bối cảnh Việt Nam đang trong giai đoạn gia tăng các chiến dịch phòng chống tham nhũng mạnh mẽ nhất từ năm 2022 đến nay. Trước đó không lâu, Chủ tịch nước Việt Nam Võ Văn Thưởng đã phải từ chức sau những sai phạm được cho là có liên quan đến Tập đoàn Phúc Sơn, hơn một năm sau khi Nguyễn Xuân Phúc từ chức Chủ tịch nước. Vụ việc đồng thời cũng diễn ra sau khi Việt Nam vừa kết thúc phiên tòa sơ thẩm vụ án Vạn Thịnh Phát – một trong những vụ án tham nhũng lớn nhất Đông Nam Á.
Đến ngày 26 tháng 4, tổng cộng đã có nhiều địa phương bị Cục Đường bộ Việt Nam yêu cầu rà soát các công trình giao thông liên quan đến Tập đoàn Thuận An. Tổng cộng đã có 8 cá nhân bị bắt giữ bao gồm 3 lãnh đạo trong Tập đoàn Thuận An, 4 cán bộ ở Bắc Giang và 1 cán bộ ở trung ương.

## Bối cảnh

### Tập đoàn Thuận An
Năm 2004, Công ty Cổ phần phát triển xây dựng và thương mại Thuận An được thành lập do ông Nguyễn Duy Hưng làm Chủ tịch Hội đồng quản trị với vốn điều lệ khoảng 3,9 tỷ đồng. Ngành nghề kinh doanh chính của công ty lúc mới thành lập và xây dựng hạ trình giao thông. Đến năm 2014, công ty tăng vốn điều lệ lên mức 300 tỷ đồng với 3 cổ đông lớn thuộc về ông Nguyễn Duy Hưng, 255 tỷ đồng; Nguyễn Thị Đoan Trang, 39 tỷ đồng và Nguyễn Hải Kiêm, 6 tỷ đồng. Năm 2021, vốn điều lệ công ty tăng lên mức 800 tỷ đồng và mở rộng nhiều lĩnh vực thông qua các công ty con trực thuộc tập đoàn bao gồm: Công ty Cổ phần phát triển công nghệ xanh được thành lập vào năm 2011 với ngành nghề chính là cung cấp năng lượng sạch cùng công nghệ cao, và Thuận An E&C vào năm 2015 với thi công công trình xây dựng. Theo Tuổi Trẻ, doanh nghiệp còn có tham gia vào thị trường bất động sản và du lịch nghỉ dưỡng. Vào năm 2023, Công ty Cổ phần Phát triển Xây dựng và Thương mại Thuận An đã đổi tên thành Công ty Cổ phần Tập đoàn Thuận An.

### Chiến dịch đốt lò

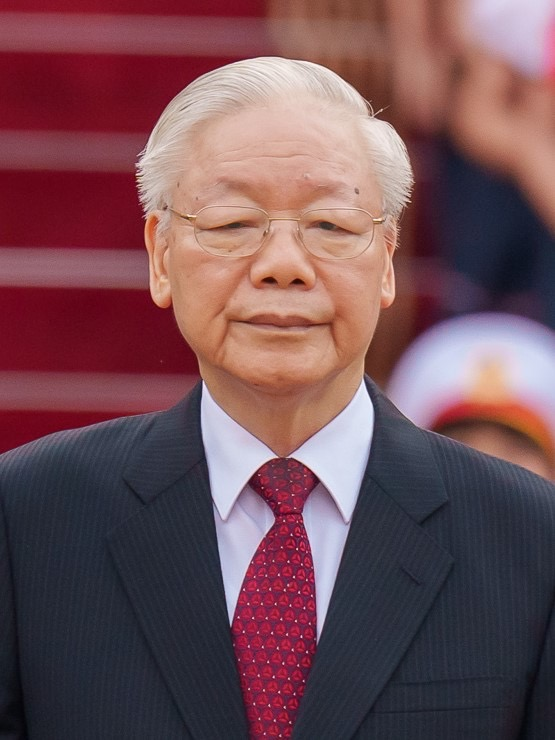
Tổng Bí thư Nguyễn Phú Trọng, người đã khởi xướng chiến dịch đốt lò.

Trong giai đoạn Nguyễn Tấn Dũng làm thủ tướng, nhiều người cho rằng ông đã tạo điều kiện cho tham nhũng phát triển ở Việt Nam. Đến năm 2016, Đảng Cộng sản Việt Nam bắt đầu thực hiện chiến dịch phòng chống tham nhũng mang tên "đốt lò" được khởi xướng bởi Tổng Bí thư Nguyễn Phú Trọng. Từ năm 2022, chiến dịch đã bắt đầu được đẩy mạnh. Chiến dịch này đã khiến cho hai Chủ tịch nước Việt Nam từ chức (bao gồm Nguyễn Xuân Phúc và Võ Văn Thưởng), nhiều cán bộ cấp cao khác trong chính phủ và hàng nghìn người bị truy tố. Hàng loạt các tập đoàn liên quan về kinh tế cũng không phải ngoại lệ như Trịnh Văn Quyết – Chủ tịch Tập đoàn FLC và công ty con là Bamboo Airways, Đỗ Anh Dũng – Chủ tịch Tập đoàn Tân Hoàng Minh, Trần Quý Thanh – Chủ tịch Tập đoàn Tân Hiệp Phát, và Trương Mỹ Lan – Chủ tịch Tập đoàn Vạn Thịnh Phát. Riêng vụ án Vạn Thịnh Phát sau đó đã được điều tra mở rộng và trở thành vụ án tham nhũng lớn nhất Đông Nam Á. Đến cuối tháng 3 năm 2024, các sai phạm xung quanh Tập đoàn Phúc Sơn cũng đã bị phát giác khiến cho nhiều cá nhân bị bắt giữ và bao gồm sự từ chức của Chủ tịch nước Võ Văn Thưởng. Tuy nhiên, cũng có nhiều cáo buộc cho rằng chiến dịch đang được sử dụng cho mục đích chính trị nhằm tranh giành quyền lực nội bộ, Bộ Ngoại giao Việt Nam đã phát biểu phủ nhận cáo buộc này.

## Các dự án

### Miền Bắc
Tại Hà Nội, Thuận An đã tham gia nhiều gói thầu trọng điểm mà có sự góp mặt của Ban Quản lý dự án Đầu tư xây dựng Công trình giao thông Hà Nội làm chủ đầu tư. Nhiều gói thầu mà doanh nghiệp này tham gia gồm có: Gói 40 nút giao An Dương Vương – Thanh Niên với 191 tỷ đồng cùng Công ty Cổ phần Quản lý đầu tư xây dựng Hồng Hà; Gói 02 thi công cầu Vĩnh Tuy giai đoạn 2 với 289 tỷ đồng cùng Công ty Cổ phần cầu 7 Thăng Long; Nâng cấp cầu Khê Tang xã Cự Khê huyện Thanh Oai với 6 tỷ đồng; Gói 19 vành đầu 3,5 huyện Hoài Đức với 252 tỷ đồng. Tại Quảng Ninh ngày 21 tháng 4 năm 2023, 4 doanh nghiệp với Thuận An đứng đầu đã trúng thầu xây dựng nhiều cầu gói số 13 thuộc dự án kết nối Hạ Long – Hải Phòng đến thành phố Đông Triều trị giá hơn 706 tỷ đồng. Vào ngày 19 tháng 9 năm 2023, ở Hà Giang, Thuận An cũng đã trúng thầu trị giá hơn 815 tỷ đồng với gói thầu 04–XL. Còn tại Lạng Sơn vào ngày 26 tháng 12 năm 2023, Thuận An cùng Công ty Cổ phần Tập đoàn Xuân Quang và Công ty Cổ phần Vinadelta trúng thầu số 7 xây dựng đoạn Km 18 đến Km 43 trị giá hơn 878 tỷ đồng. Gói thầu số 26 ở Tuyên Quang thuộc dự án đường cao tốc Tuyên Quang – Phú Thọ kết nối với đường cao tốc Nội Bài – Lào Cai đã được giao cho Thuận An cùng Công ty Trách nhiệm hữu hạn Hiệp Phú và Công ty Cổ phần LICOGI 14 trị giá 487 tỷ đồng. Vào ngày 16 tháng 6 năm 2022 tại Bắc Giang và Hải Dương, Thuận An cùng nhiều liên doanh khác đã trúng gói thầu trị giá hơn 1,132 triệu tỷ đồng thuộc Dự án Xây dựng cầu Đồng Việt, và đường dẫn lên cầu. Ngoài ra tại địa phương này, Tập đoàn còn trúng một gói thầu khác về việc mở rộng cầu Hùng Vương cùng các tuyến nhánh vào khoảng 79,6 tỷ đồng. Hiện cây cầu Đồng Việt vẫn được thi công bình thường.

### Miền Trung và Tây Nguyên
Tại Đà Nẵng vào cuối tháng 12 năm 2016, tại nút giao Điện Biên Phủ – Nguyễn Tri Phương nằm trong Dự án phát triển bền vững Thành phố Đà Nẵng đã được khởi công bởi Công ty Cổ phần Phát triển Xây dựng và Thương mại Thuận An – Tổng Công ty Thăng Long với tổng gói thầu trị giá gần 120 tỷ đồng được sử dụng từ nguồn vốn vay từ Ngân hàng Thế giới. Tuy nhiên, chỉ 5 tháng sau khi đưa vào sử dụng, hầm chui Điện Biên Phủ của nút giao đã bị ngập nước dù trời không mưa, tình trạng này sau đó vẫn lặp đi lặp lại nhiều lần. Ở Nghệ An, Thuận An cũng đã trúng thầu gói thứ 14 nâng cấp Quốc lộ 15A trị giá hơn 60 tỷ đồng.
Ở Đắk Lắk, Tập đoàn Thuận An đang thực hiện gói thầu xây dựng đường Hồ Chí Minh với đoạn tránh phía đông đi qua Thành phố Buôn Ma Thuột. Tập đoàn này đã ký kết với một công ty có trụ sở tại Đắk Lắk là Công ty Trách nhiệm hữu hạn Hoài Ân nhằm đổ thảm 5,2 km mặt đường từ đoạn Km 11+100 đến Km16+600, nhưng đến nay vẫn còn 350 m đường chưa được thảm cùng hệ thống thoát nước vẫn chưa được hoàn tất. Ngoài ra, Tập đoàn Thuận An cũng đang nợ Hoài Ân 2 tỷ đồng. Khi được hỏi, Công ty Hoài Ân trả lời sẽ chỉ xây dựng tiếp khi Tập đoàn Thuận An trả tiền. Tổng trị giá của gói thầu vào khoảng 515 tỷ đồng.

### Miền Nam
Tại Thành phố Hồ Chí Minh, Thuận An đã trúng thầu lên tới 3.584 tỷ đồng bao gồm: Gói XL05 đường vành đai 3 đoạn đi qua Thành phố Thủ Đức với 2.303 tỷ đồng; Gói XL02 hầm chui HC02 và trạm bơm hầm chui nút giao Nguyễn Văn Linh – Nguyễn Hữu Thọ với 262 tỷ đồng; Gói XL04 và XL05 cầu Bưng đến cầu Tham Lương thuộc dự án cải tạo kênh Tham Lương với hơn 1.000 tỷ đồng. Tuy nhiên đến ngày 18 tháng 4, các gói thầu ở kênh Tham Lương, Thuận An đã đột ngột tạm ngừng thi công. Sau đó một ngày, Thuận An đã gửi văn bản giải trình đến Ban quản lý dự án đầu tư xây dựng hạ tầng đô thị Thành phố Hồ Chí Minh cam kết tiếp tục thi công các gói thầu liên quan đến kênh Tham Lương. Còn ở Đồng Tháp, Thuận An cùng Công ty Cổ phần 207 trúng thầu số 11 trị giá hơn 302 tỷ đồng. Tại tỉnh Bến Tre, công ty này cũng đã trúng gói thầu số 3 trị giá gần 200 tỷ đồng. Ở Tây Ninh, liên doanh Thuận An cùng Công ty Cổ phần Hải Đăng đã trúng gói thầu thi công một đoạn của ĐT. 793 cùng 3 cây cầu khác với tổng giá trị gói thầu vào khoảng hơn 300 tỷ đồng. Vào cuối tháng 9 năm 2023, Thuận An còn là một trong bốn nhà thầu trúng gói XL11 xây dựng cầu Đại Ngãi 2 và các tuyến nhánh thuộc địa phận Trà Vinh và Sóc Trăng. Gói thầu trúng với giá trị khoảng 1.727 tỷ đồng; tuy nhiên gói thầu này hiện nay được cho là đúng tiến độ.
Tại Bình Dương, Thuận An cũng đã tham gia các gói thầu ở Dự án đường tạo lực Bắc Tân Uyên – Phú Giáo – Bàu Bàng cùng một số doanh nghiệp tư nhân khác với tổng vốn đầu tư khoảng 3.800 tỷ đồng.

## Sai phạm
Chỉ từ năm 2019 đến năm 2024, Tập đoàn đã trúng thầu 39 gói trong 51 gói thầu với tổng giá trị các gói trúng là 22.612 tỷ đồng phủ rộng ở các tỉnh, thành như Hà Nội, Ninh Thuận, Thành phố Hồ Chí Minh, Quảng Nam, Bắc Giang, An Giang, Đồng Tháp, Bến Tre, Hà Giang, Tuyên Quang, Trà Vinh, Sóc Trăng, Lạng Sơn, Cần Thơ, Bình Dương, Kiên Giang, Đắk Lắk, Nghệ An, Tây Ninh, Khánh Hòa, Phú Yên... cùng 28 gói thầu "không xác định địa điểm cụ thể". Tuy nhiên, trong số này có 8.272 tỷ đồng gói thầu được trúng thầu mà không cần qua đấu thầu. Tổng giá trị thầu độc lập của Thuận An chỉ vào khoảng 144 tỷ đồng.
Theo đăng tải trên báo Công an nhân dân, Thuận An cùng nhiều nhà thầu khác khi xây dựng công trình thuộc Dự án xây dựng cầu Đồng Việt với tổng mức đầu tư vào khoảng 1.500 tỷ đồng do Ban quản lý dự án Đầu tư xây dựng các công trình giao thông, nông nghiệp tỉnh Bắc Giang làm chủ đầu tư. Với vai trò Giám đốc Ban quản lý, Nguyễn Văn Thạo đã ký các quyết định chỉ định thầu gói thầu số 7 cho doanh nghiệp. Đồng thời, các quyết định ký kết cũng không có thông tin về giấy đăng ký kinh doanh và ai đứng đầu trong việc liên doanh. Đối với gói thầu 7 và 13 trong dự án còn không có thỏa thuận về số lần thanh toán, điều kiện thanh toán và vấn đề thu hồi vốn theo quy định.

## Bắt giữ và điều tra
Vào tối ngày 15 tháng 4 năm 2024, Trung tướng Tô Ân Xô – phát ngôn viên Bộ Công an Việt Nam cho biết đã khởi tố bị can, bắt tạm giam ông Nguyễn Duy Hưng (Chủ tịch Hội đồng quản trị Công ty cổ phần Tập đoàn Thuận An) về tội "Vi phạm quy định về đấu thầu gây hậu quả nghiêm trọng" và "Đưa hối lộ". Ngoài ra còn có Trần Anh Quang (Tổng Giám đốc Công ty cổ phần Tập đoàn Thuận An) về tội danh "Đưa hối lộ"; Nguyễn Khắc Mẫn (Phó Tổng Giám đốc Công ty cổ phần Tập đoàn Thuận An) về tội danh "Vi phạm quy định về đấu thầu gây hậu quả nghiêm trọng" và "Đưa hối lộ"; Nguyễn Văn Thạo (Giám đốc Ban quản lý dự án Đầu tư xây dựng các công trình giao thông, nông nghiệp tỉnh Bắc Giang) và Đàm Văn Cường (Phó Giám đốc Ban quản lý dự án Đầu tư xây dựng các công trình giao thông, nông nghiệp tỉnh Bắc Giang) cùng tội danh "Vi phạm quy định về đấu thầu gây hậu quả nghiêm trọng" và "Nhận hối lộ"; Hoàng Thế Du (Trưởng phòng Ban Quản lý dự án tỉnh Bắc Giang) về tội "Vi phạm quy định về đấu thầu gây hậu quả nghiêm trọng". Các quyết định của Cơ quan Cảnh sát điều tra đã được Viện kiểm sát nhân dân tối cao phê duyệt.
Sau đó ngày đầu tiên khởi tố các bị can liên quan đến Tập đoàn Thuận An, Cục Cảnh sát điều tra tội phạm về tham nhũng, kinh tế, buôn lậu đã gửi công văn về hàng loạt các tỉnh, thành để yêu cầu cung cấp các tài liệu, hồ sơ có liên quan đến Tập đoàn này như Đắk Lắk, Phú Yên, Quảng Nam. Cụ thể ở Đắk Lắk, Tập đoàn có liên quan đến gói thầu số 3 xây dựng đoạn Km0 đến Km20+500 thuộc Dự án đầu tư xây dựng đường Hồ Chí Minh ở phân đoạn tránh phía đông Thành phố Buôn Ma Thuột. Ngoài các tỉnh được yêu cầu rà soát ban đầu, nhiều địa phương khác cũng được trung ương yêu cầu rà soát như: Quảng Nam ngày 19 tháng 4; Bình Dương ngày 20 tháng 4; Quảng Ninh ngày 22 tháng 4.
Đến ngày 22 tháng 4, Cơ quan Cảnh sát điều tra Bộ Công an tiếp tục công bố quyết định khởi tố bổ sung, bắt tạm giam đối với ông Phạm Thái Hà (Phó Chủ nhiệm Văn phòng Quốc hội, Trợ lý Chủ tịch Quốc hội) vì tội danh "Lợi dụng chức vụ, quyền hạn gây ảnh hưởng đối với người khác để trục lợi" tại Tập đoàn Thuận An và các đơn vị, tổ chức có liên quan. Vào ngày 26 tháng 4, Ủy ban Thường vụ Quốc hội đã thông qua Nghị quyết 1046/NQ–UBTVQH15 về việc đồng ý khởi tố, bắt giam đại biểu Quốc hội Dương Văn Thái (Bí thư Tỉnh ủy Bắc Giang, Trưởng đoàn đại biểu Quốc hội tỉnh Bắc Giang). Quyết định này được đưa ra theo đề nghị của Viện Kiểm sát nhân dân tối cao. Tuy nhiên, đến ngày 1 tháng 5 truyền thông Việt Nam mới đưa tin và lý do chi tiết bắt giữ ông cũng không được công bố trừ việc ông có liên quan đến các sai phạm tại Tập đoàn Thuận An.
Tiếp tục đến ngày 17 tháng 10 đã có thêm 3 cá nhân khác bị khởi tố vụ án liên quan đến các sai phạm tại Tập đoàn Thuận An sau khi mở rộng điều tra tại tỉnh Đắk Lắk bao gồm: Phan Văn Hạ (Giám đốc Ban quản lý dự án xây dựng công trình giao thông và nông nghiệp phát triển nông thôn tỉnh Đắk Lắk) về tội danh "Nhận hối lộ" cùng hai cá nhân khác với tội danh "Đưa hối lộ" là Lê Đình Hải (Giám đốc Công ty TNHH Xây dựng và Thương mại Sài Gòn) và Hoàng Đình Chương (Giám đốc Công ty TNHH An Nguyên). Đến ngày 26–27 tháng 10, các cá nhân này cũng đã có lệnh bắt giữ. Ngoài ra, hai cán bộ có liên quan cũng đã bị Ủy ban Kiểm tra Trung ương cho thi hành kỷ luật bao gồm Bùi Văn Cường (Nguyên Bí thư Tỉnh ủy Đắk Lắk) và Nguyễn Văn Thể (Nguyên Bộ trưởng Bộ Giao thông vận tải). Đến ngày 25 tháng 11, Ban Chấp hành Trung ương Đảng đã cho phép hai ông này thôi giữ các chức vụ trong Ban Chấp hành Trung ương Đảng khóa XIII.
Tổng cộng đến ngày 9 tháng 11, cơ quan cảnh sát đã thu giữ 122 tỷ đồng và 130.000 USD tiền mặt liên quan đến vụ án.

## Danh sách người có liên quan

### Các cá nhân bị khởi tố
| STT | Họ và tên         | Chức vụ | Ngày công bố bắt giữ | Nguồn  |
| --- | ----------------- | --- | -------------------- | ------ |
| 1   | Nguyễn Duy Hưng   | Chủ tịch Hội đồng quản trị Công ty cổ phần Tập đoàn Thuận An                                               | 15 tháng 4 năm 2024  | [ 25 ] |
| 2   | Trần Anh Quang    | Tổng Giám đốc Công ty cổ phần Tập đoàn Thuận An                                                            | 15 tháng 4 năm 2024  | [ 25 ] |
| 3   | Nguyễn Khắc Mẫn   | Phó Tổng Giám đốc Công ty cổ phần Tập đoàn Thuận An                                                        | 15 tháng 4 năm 2024  | [ 25 ] |
| 4   | Nguyễn Văn Thạo   | Giám đốc Ban quản lý dự án Đầu tư xây dựng các công trình giao thông, nông nghiệp tỉnh Bắc Giang           | 15 tháng 4 năm 2024  | [ 25 ] |
| 5   | Đàm Văn Cường     | Phó Giám đốc Ban quản lý dự án Đầu tư xây dựng các công trình giao thông, nông nghiệp tỉnh Bắc Giang       | 15 tháng 4 năm 2024  | [ 25 ] |
| 6   | Hoàng Thế Du      | Trưởng phòng Ban Quản lý dự án tỉnh Bắc Giang                                                              | 15 tháng 4 năm 2024  | [ 25 ] |
| 7   | Phạm Thái Hà      | Phó Chủ nhiệm Văn phòng Quốc hội, Trợ lý Chủ tịch Quốc hội                                                 | 22 tháng 4 năm 2024  | [ 29 ] |
| 8   | Dương Văn Thái    | Bí thư Tỉnh ủy Bắc Giang, Trưởng đoàn đại biểu Quốc hội tỉnh Bắc Giang                                     | 26 tháng 4 năm 2024  | [ 30 ] |
| 9   | Phan Văn Hạ       | Giám đốc Ban quản lý dự án xây dựng công trình giao thông và nông nghiệp phát triển nông thôn tỉnh Đắk Lắk | 26 tháng 10 năm 2024 | [ 32 ] |
| 10  | Lê Đình Hải       | Giám đốc Công ty Trách nhiệm hữu hạn Xây dựng và Thương mại Sài Gòn                                        | 27 tháng 10 năm 2024 | [ 33 ] |
| 11  | Hoàng Đình Chương | Giám đốc Công ty Trách nhiệm hữu hạn An Nguyên                                                             | 27 tháng 10 năm 2024 | [ 33 ] |

### Cá nhân khác
Vào ngày 26 tháng 4 năm 2024, truyền thông nhà nước Việt Nam đã đưa tin về việc Ban Chấp hành Trung ương Đảng quyết định cho phép Vương Đình Huệ, người giữ chức Ủy viên Bộ Chính trị và Chủ tịch Quốc hội nước Cộng hòa Xã hội chủ nghĩa Việt Nam từ nhiệm. Theo thông cáo, ông đã vi phạm "Quy định những điều Đảng viên không được làm", "Quy định về trách nhiệm nêu gương của các bộ, đảng viên" và "Chịu trách nhiệm người đứng đầu". Hành vi của ông cũng được cho là "gây dư luận xấu, làm ảnh hưởng đến uy tín của Đảng, Nhà nước và cá nhân ông". Việc ông từ chức đã diễn ra vài ngày sau khi Trợ lý của ông là Phạm Thái Hà bị bắt giữ do các sai phạm liên quan đến Tập đoàn Thuận An. Tuy nhiên theo Asia Sentinel, một tờ báo chuyên đưa tin về châu Á có trụ sở tại Hoa Kỳ, lại cho biết thêm Nguyễn Duy Hưng – Chủ tịch kiêm người sáng lập Tập đoàn Thuận An là em họ của ông Vương Đình Huệ. Đến ngày 20 tháng 11, Bộ Chính trị và Ban Bí thư đã ra quyết định cảnh cáo ông. Trong lần cảnh cáo này, các sai phạm của ông cũng được nêu cụ thể hơn bao gồm việc "vi phạm quy định của Đảng, Nhà nước trong thực hiện chức trách, nhiệm vụ được giao, trong phòng, chống tham nhũng, tiêu cực". Việc ông bị kỷ luật đã gây bất ngờ đối với một số cơ quan truyền thông quốc tế khi dưới giai đoạn của Tổng Bí thư Tô Lâm sau khi ông Trọng qua đời vào ngày 19 tháng 7, các vị trí Tứ trụ khi có vi phạm thì vẫn bị xử lý.
Liên quan đến dự án đầu tư xây dựng đường Hồ Chí Minh đoạn tránh phía đông Thành phố Buôn Ma Thuột, tại kỳ họp thứ 49 của Ủy ban Kiểm tra Trung ương diễn ra vào ngày 28 và 29 tháng 10 đã yêu cầu xem xét kỷ luật đối với Ban Thường vụ Tỉnh ủy Đắk Lắk nhiệm kỳ 2015–2020 và Bùi Văn Cường – Ủy viên Ban Chấp hành Trung ương Đảng khi ông từng là Bí thư Tỉnh ủy Đắk Lắk do "vi phạm nguyên tắc tập trung dân chủ, quy chế làm việc; thiếu trách nhiệm, buông lỏng lãnh đạo, chỉ đạo". Trong khi đó, tại kỳ họp thứ 50 từ ngày 11 đến ngày 13 tháng 11, Ủy ban Kiểm tra Trung ương với lý do tương tự đã đề cập đến các sai phạm của Ban cán sự đảng Bộ Giao thông vận tải nhiệm kỳ 2021–2026 khi để xảy ra vi phạm tại Công ty Cổ phần Tập đoàn Thuận An trong việc thực hiện các gói thầu, dự án mà trách nhiệm cá nhân trong đó có bao gồm Nguyễn Văn Thể – Ủy viên Ban Chấp hành Trung ương Đảng, Bí thư Đảng ủy Khối các cơ quan Trung ương, nguyên Bí thư Ban cán sự đảng, Bộ trưởng Bộ Giao thông vận tải. Ngay sau đó, Nguyễn Văn Thể đã bị Bộ Chính trị kỷ luật cảnh báo, còn Bùi Văn Cường bị miễn nhiệm chức vụ Tổng thư ký Quốc hội, Ủy viên Ủy ban Thường vụ Quốc hội và cho thôi làm nhiệm vụ đại biểu Quốc hội khóa XV. Đến ngày 25 tháng 11, hai ông đã xin thôi Ban Chấp hành Trung ương Đảng khoá XIII và được Ban Chấp hành Trung ương Đảng đồng ý.

## Phản ứng

### Tập đoàn Thuận An
Sau khi một số lãnh đạo của Tập đoàn Thuận An bị bắt, Trần Đức Khoa – Phó Tổng giám đốc của Thuận An cho biết sẽ tiếp tục triển khai các gói thầu mình đã nhận. Đồng thời, công ty này cũng đã điều chỉnh nhân sự điều hành công ty và cam kêt hợp tác với cơ quan pháp luật để làm rõ các vấn đề có liên quan. Doanh nghiệp khẳng định các vấn đề này sẽ "không tác động" hay "thay đổi định hướng" hoạt động mà doanh nghiệp này đề ra. Hiện ông Khoa cũng được ủy quyền điều hành toàn bộ hoạt động kinh doanh của Thuận An. Sau một ngày tạm ngưng các gói thầu liên quan đến kênh Tham Lương ở Thành phố Hồ Chí Minh, doanh nghiệp này sau đó cũng đã cam kết sẽ tiến hành thi công trở lại.

### Truyền thông
Theo BBC News, việc có sự can thiệp của Ủy ban Kiểm tra Trung ương Đảng Cộng sản Việt Nam tham gia vào vụ án là điều đặc biệt và đây là một "vụ án nghiêm trọng". Tờ báo này nói thêm, khả năng cao sẽ có những trường hợp đảng viên do trung ương quản lý có liên quan đến vụ án và vụ án sẽ còn lớn hơn cả sai phạm tại Tập đoàn Phúc Sơn. Sau khi ông Phạm Thái Hà, trợ lý cho Chủ tịch Quốc hội bị bắt giữ, tờ báo Người Việt cho rằng có thể Bộ Công an Việt Nam mục đích đang nhắm vào ông Vương Đình Huệ nên mới bắt giữ ông Hà nhằm tạo áp lực để ông Huệ từ chức như cách đã làm với Võ Văn Thưởng. Trong khi đó, việc trợ lý sai phạm người đứng đầu phải từ chức cũng đã từng diễn ra ở Việt Nam ở hai Chủ tịch nước là Võ Văn Thưởng, Nguyễn Xuân Phúc và hai Phó Thủ tướng là Vũ Đức Đam và Phạm Bình Minh.

## Thông tin sai

### Nhầm lẫn trong hình ảnh
Vào ngày 15 tháng 4 năm 2024, trong tin bài "Khởi tố Chủ tịch Công ty Thuận An và 5 bị can về các tội đưa, nhận hối lộ", tờ báo VietNamNet đã đăng nhầm hình ảnh Chủ tịch Hội đồng quản trị Công ty cổ phần Chứng khoán SSI Nguyễn Duy Hưng với Chủ tịch Hội đồng quản trị Công ty cổ phần Tập đoàn Thuận An. Sau đó một ngày, tờ báo này cũng lên tin bài cải chính và xin lỗi. Đồng thời, đình chỉ công việc đối với các lãnh đạo, biên tập, phóng viên có liên quan đến tin bài đó để kiểm điểm và kỷ luật. Cũng trong ngày, Nguyễn Khắc Hải, đại diện SSI cũng đã có văn bản gửi cơ quan chức năng nhằm xử lý việc thông tin nhầm lẫn này. Theo công ty, việc này sẽ "ảnh hưởng uy tín" với ông Hưng và "uy tin của các tập đoàn lớn" mà ông nắm giữ. Hiện tại, ông đang giữ chức vụ cao ở hai doanh nghiệp có cổ phiếu trên Sở Giao dịch Chứng khoán Thành phố Hồ Chí Minh (HoSE). Trước đó, chiều ngày 15 tháng 4, SSI cũng đã có phiên sụt giảm mạnh ở thị trường chứng khoán gần 60 điểm.